# John Jenkins (compositore)
John Jenkins (Maidstone, 1592 – Kimberley, 1678) è stato un compositore, liutista e suonatore di viola da gamba inglese.

## Biografia
Sulla giovinezza di Jenkins non è stato tramandato niente. Probabilmente era figlio di un falegname che occasionalmente costruiva anche strumenti musicali. Il primo evento documentato è la sua partecipazione al masque The Triumph of Peace che venne eseguito alla corte di Londra del re Carlo I nel 1634. Jenkins lavorò a corte principalmente come virtuoso di liuto, nonostante padroneggiasse anche altri strumenti a corda.
Con lo scoppio della guerra civile del 1642 si vide costretto a rifugiarsi in campagna. Durante il tempo molto duro della guerra cercò di sbarcare il lunario prestandosi come musicista presso diversi nobili fedeli al re. Era amico del compositore William Lawes, morto nel 1645. Nel 1646 compose una grandiosa musica a programma in occasione della celebrazione della vittoria presso Newark, nella quale cercò di rendere musicalmente le trattative di guerra, il cordoglio per i caduti e il giubilo di vittoria. Dal 1650 fu impiegato come maestro di musica presso Lord North nel Cambridgeshire. Nonostante egli abbia passato gran parte della sua vita al servizio di nobili famiglie della campagna, dopo la guerra entrò di nuovo al servizio alla corte del re Carlo II a Londra.
Verso la fine della sua vita si trasferì nuovamente presso Sir Philip Wodehouse a Kimberley, dove morì nel 1678. Fu sepolto nella chiesa di St. Peter a Kimberley, nel Norfolk.

## Lavori
Jenkins fu un compositore prolifico, dalle molte sfaccettature e all'epoca molto popolare. Ha musicato le poesie di George Herbert in un modo che testimonia molto bene il suo profondo senso del sacro. Influenzato dallo stile polifonico di William Byrd, si riconosce tuttavia nei suoi lavori più tardi già l'influsso dello stile concertante di Henry Purcell. Compose centinaia di fantasie, suite, balletti, sonate a tre e sarabande a 5 voci.